# Mission d'observation des Nations unies au Liberia
La Mission d'observation des Nations unies au Liberia (MONUL) était une mission de Force de maintien de la paix des Nations unies au Liberia. Elle a été établie par la Résolution 866 le 22 septembre 1993 et son quartier général était situé dans la capital : Monrovia.

## Historique
Après l'accord de paix de Cotonou, au Bénin, de 1993, négocié sous la médiation de la CEDEAO, le Conseil de sécurité des Nations unies a créé la Mission d'Observation des Nations unies au Libéria (MONUL).
La MONUL a été créée pour appuyer les efforts de la Communauté économique des États d'Afrique de l'Ouest et du Gouvernement national de transition du Liberia en vue de mettre en œuvre les accords de paix, d'enquêter sur les allégations de violation du cessez-le-feu, de contribuer à la gestion des points de rassemblement et à la démobilisation des combattants; d'appuyer les activités d'assistance humanitaire; d'enquêter sur les violations des droits de l'homme et d'aider les groupes locaux des droits de l'homme; d'observer et de vérifier le processus électoral.
Toutefois, des retards dans l'application des accords et la reprise des combats entre factions libériennes ont empêché la tenue des élections en février/mars 1994, comme prévu. Au cours des mois suivants, une série d'accords supplémentaires, amendant et clarifiant certaines dispositions de l'accord de Cotonou a fait l'objet de négociations. Avec le cessez-le-feu en vigueur, les Nations unies ont pu observer le déroulement des élections de juillet 1997. Celles-ci ont conduit à la création d'un gouvernement démocratiquement élu et à la fin officielle de la guerre. Le mandat de la MONUL a pris fin en septembre 1997.
En novembre 1997, après l'achèvement du mandat de la MONUL le 30 septembre, l'ONU a créé un bureau d'appui pour la consolidation de la paix. Le Bureau d'appui des Nations unies à la consolidation de la paix au Liberia (BANUL), dirigé par un représentant du Secrétaire général.
En plus des activités d'observation et de vérification du processus électoral qu'elle a mené conformément à son mandat, la MONUL apporta également une assistance à la Commission électorale indépendante du Libéria et continua, en collaboration avec la CEDEAO et l'assistance technique du Programme des Nations Unies pour le Développement (PNUD), de l'Union Européenne et de la Fondation Internationale pour les Systèmes électoraux (IFES), d'aider à préparer des élections. Des hélicoptères et des véhicules de la MONUL furent mis à la disposition de la Commission électorale indépendante pour faciliter les déplacements du personnel sur le terrain. Le groupe de l'information de la MONUL aida à fournir aux citoyens des renseignements en vue de leur inscription sur les listes électorales et de leur participation au scrutin.